# Abejuela (Almería)
Abejuela es una localidad y pedanía española perteneciente al municipio de Huércal-Overa, en la provincia de Almería. Está situada en la parte septentrional de la comarca del Levante Almeriense, al norte del Cabezo de la Jara y próxima al límite con la Región de Murcia. Se accede al pueblo desde la cercana localidad de Úrcal.

## Demografía
Según el Instituto Nacional de Estadística de España, en el año 2019 Abejuela contaba con 13 habitantes censados, lo que representa el 0,07% de la población total del municipio.